# Hippopotamyrus harringtoni
Hippopotamyrus harringtoni es una especie de pez elefante eléctrico perteneciente al género Hippopotamyrus en la familia Mormyridae presente en varias cuencas hidrográficas de África, entre ellas los ríos Nilo y Sobat, incluyendo la unión del Nilo Blanco y Negro. Es nativa de Etiopía y  Sudán; y puede alcanzar un tamaño aproximado de 30,5 cm.

## Estado de conservación
Respecto al estado de conservación, se puede indicar que de acuerdo a la IUCN, esta especie puede catalogarse en la categoría «Datos insuficientes (DD)».